# Точка Флорі
Точка Флорі (рос. температура Флори, [Θ-точка], англ. Flory point [Θ-point]) — температура, при якій енергії взаємодії макромолекул між собою та з молекулами розчинника зрівнюються. Аналіз властивостей полімерiв у цій точці використовується для оцінки
термодинамічної гнучкості макромолекул, їх конформаційних та конфігураційних властивостей.
Названо на честь американського фізико-хіміка Пола Джона Флорі .
Синоніми: Θ-точка, Θ-температура Флорі.